# Morelos kommun, Zacatecas
Morelos är en kommun i Mexiko.   Den ligger i delstaten Zacatecas, i den centrala delen av landet, 500 km nordväst om huvudstaden Mexico City.
Följande samhällen finns i Morelos:
- Morelos
- Las Pilas